# 黄灿灿
黄灿灿（1995年2月28日—），女，汉族，湖北赤壁人，中国演员，现为星皓娱乐旗下艺人。武汉大学艺术学系影视表演专业2012级学生。2013年因参与“星耀女神”的评选，公布了一组照片而迅速走红网络，被网友们称为“武大女神”。

## 生平
1995年2月28日出生于湖北省赤壁市，后11岁搬至武汉。就读于武汉大学艺术学系影视表演专业。
2012年10月，出演由徐艺编导的根据广水真实白血病患者的故事改编的公益电影《秋隋恒美》。
2013年7月，通过网络社区“女生派”参加了名为“星耀女神”的评选，最终以2533636票赢得第二名。8月，参与录制湖南卫视《天天向上》的“我在大学等你”节目。9月，与CBA篮球运动员西热力江合拍“CBA宣传片”。10月，拍摄腾讯大楚网《楚美人》第28期。
2014年6月，加盟星皓娱乐。11月，拍摄新加坡花柏山景旅行微纪录：《第六种幸福》。12月，于浙江卫视《奔跑吧兄弟》第一季第11期节目“三校争霸赛”中惊喜出演。2014年还参演了两部电影《少女小时代》和《爱情麻辣烫2015》。
2015年1月，参演由武汉大学艺术学系师生精心打造的根据法国电影《八美图》改编的话剧《八个女人》。

## 影视作品

### 电视剧
| 首播年份 | 剧名               | 角色     | 备注               |
| 2017年   | 我家来了个怪男人   | 费菲     | 網絡劇             |
| 2018年   | 单恋大作战         | 胡蓉     | 網絡劇             |
| 2019年   | 幕后之王           | 秦萧     |                    |
| 2019年   | 大宋北斗司         | 洛开阳   | 網絡劇             |
| 2019年   | 白发               | 沉魚     |                    |
| 2019年   | 我的莫格利男孩     | 唐澄     |                    |
| 2020年   | 离人心上           | 苏囡囡   | 網絡劇             |
| 2020年   | 她和他的戀愛劇本   | 女醫生   | 網絡劇，第一集出現 |
| 2021年   | 斗罗大陆           | 胡列娜   |                    |
| 2022年   | 婚姻的两种猜想     | 杨曼曼   |                    |
| 2022年   | 侬好，我的东北女友 | 赵多多   | 網絡劇             |
| 2023年   | 长相思             | 防风意映 | 網絡劇             |
| 2024年   | 與鳳行             | 明书     |                    |
| 2024年   | 烈焰               | 明月     | 網絡劇             |
| 2024年   | 生活在别处的我     | 郁妍     | 網絡劇，客串       |
| 2024年   | 时光代理人         | 桑宁     | 網絡劇             |
| 2024年   | 长相思 (第二季)    | 防风意映 | 網絡劇             |
| 2024年   | 柳舟记             | 孙芸儿   |                    |
| 2025年   | 爱你               | 许向雅   |                    |
| 2025年   | 成家               | 馬心恬   |                    |
| 待播     | 第二次初恋         | 周想想   | 網絡劇             |
| 待播     | 我是你的小娘子     | 聞人雅   | 網絡劇             |
| 待播     | 彩云易散琉璃脆     |          | 網絡劇             |
| 待播     | 燃霜为昼           | 刘月晗   | 網絡劇             |
| 待播     | 咸鱼飞升           |          | 網絡劇             |
| 待播     | 玫瑰丛生           |          | 網絡劇             |

### 电影
| 上映年份 | 电影名               | 角色   |
| 2013年   | 秋隋恒美             | 瑾萱   |
| 2014年   | 少女小時代           |        |
| 2016年   | 半熟少女             | 黄灿灿 |
| 2016年   | 爱情麻辣烫之情定终身 | 邓雨琪 |
| 2016年   | 泡沫之夏             | 尹夏沫 |
| 2019年   | 废柴老爸             | Angela |